# Federazione pallavolistica del Canada
La Federazione canadese di pallavolo (eng. Volleyball Canada, VC) è un'organizzazione fondata per governare la pratica della pallavolo in Canada.
Organizza il campionato maschile e femminile, e pone sotto la propria egida la nazionale maschile e femminile.
Ha aderito alla FIVB nel 1959.